# 416
Năm 416 là một năm trong lịch Julius.